# Вірінгервард
Вірінгервард (нід. Wieringerwaard) — село в нідерландській провінції Північна Голландія. Входить до муніципалітету Голландс-Крон.
Його площа становить 24,15 км², а населення станом на 2021 рік складало 2 335 осіб.
До 1970 року мало статус окремого муніципалітету.